# Ульрих Датский (1611—1633)
Принц Ульрих Датский (дат. Ulrik af Danmark; 2 февраля 1611 — 12 августа 1633) — сын короля Дании Кристиана IV и его супруги, Анны Екатерины Бранденбургской. Будучи четвертым сыном, он получил лишь герцогский титул Гольштейна и Шлезвига, Штомарна и Дитмарша. С 1624 года унаследовал титул князя-епископа Шверина как Ульрих III. Однако в 1628 году Альбрехт фон Валленштейн захватил Шверин и де-факто низложил его. Его отец, король Дании, был вынужден отказаться от всех своих родовых прав на епископоство в 1629 году, и, когда в 1631 году шведские силы отвоевал епископство Шверин, Ульрих уже не смог вернуться на должность князя-епископа.

## Биография
Ульрих родился в 1611 году. Несколько лет спустя Кристиан IV привлек всё свое влияние, чтобы обеспечить своего третьего сына Фредерика и Ульриха владениями или должностями князей-епископов в пределах Священной Римской империи.
В 1622 году Ульрих получил сан каноника Бременского собора, где его брат Фредерик был назначен коадъютором в сентябре 1621 года — фактически наследником титула князя-епископа. Кроме того, в 1622 году Ульрих был избран коадъютором князя-епископа Шверина, где его дядя Ульрих II служил князем-епископом. План дальнейшего предоставления Ульриху поморского епископства Каммин сорвались.
Когда его дядя Ульрих II внезапно умер в 1624 году, Ульрих и его бабушка, датская королева София Мекленбург-Гюстров, присутствовали на похоронах и погребении в монастырской церкви в Бюцове. София успешно способствовала правопреемству Ульриха в качестве князя-епископа Шверина, хотя ему было всего 13 лет.
В 1627 году Ульрих окончил академию аббатства Сорё и отправился в путешествие в Нидерланды и Франции, вернувшись весной 1628 года.
Вскоре после этого, в том же году, он отправился на войну под командование короля Швеции Густава II Адольфа в рамках его вторжения в Пруссию в ходе польско-шведской войны (1626—1629). Он был отмечен королем, прежде чем вернулся в Данию в ноябре 1628 года. В то же время войска Католической лиги Альбрехта Валленштейна завоевали большую часть Ютландии, заставив Кристиана IV подписать Договор в Любеке 22 мая 1629 года, оговоривший среди прочего, что Кристиан IV от своего имени и от имени своих сыновей отказывается от своих прав на епископства. Таким образом, Ульрих потерял Шверин.

### Военная карьера
В поддержку своего дяди по матери Кристиана IV, король Англии, Ирландии, Шотландии Карл I отправил английских и шотландских наемников в болота западного Шлезвига. В июне 1629 года Ульрих получил задачу обеспечения их репатриации по Северному морю. Затем он отправился через Глюкштадт в Голландскую республику и принял участие под командованием штатгальтера Фредерика-Генриха Оранского в осаде Хертогенбоша. После этого Ульрих вернулся в Данию. В апреле 1630 года он сопровождал своего отца в его кампании против Гамбурга.
В то же время Кристиан IV попытался сблизиться с императором Фердинандом II и Валленштейном, чтобы восстановить своих сыновей в их владениях в Шверине и Фердене. С этой целью Ульрих участвовал в Регенсбурге в Сейме князей-избирателей в июле-ноябре 1630 года, где он встречался с Леопольдом V, эрцгерцогом Австрии, братом Фердинанда II, и Валленштейном, однако усилия датского короля были напрасны. Князья-выборщики, опасаясь усиления позиций императора, отправили Валленштейна в отставку и постановили реквизировать имущество лютеран (Ульрих был лютеранином, как и его семья) в пользу католической церкви.
Тогда Ульрих, в поисках средств к существованию, отправился в Англию через Голландскую республику, чтобы посетить своего двоюродного брата, короля Карла I, прося его о выплате ежегодной пенсии. Ульрих провел зиму 1630/31 в Дании, прежде чем снова отправиться сражаться под командой протестантских правителей Бранденбурга и Саксонии.
Между тем, шведские лютеранские войска завоевали занятое католиками епископство Шверине, так что Ульрих надеялся восстановить свое правление при помощи Густава Адольфа. С этой целью Ульрих даже рассчитал на брак с принцессой Швеции Кристиной. Но несмотря на эти усилия и новые переговоры со стороны Кристиана IV с князьями, император и Валленштейн не приняли реставрацию Ульриха.
Устав от путешествий, 21-летний Ульрих получил согласие отца, чтобы пойти на саксонскую военную службу. В феврале 1632 года он прибыл ко двору Иоганна Георга I, курфюрста Саксонии. Он не любил дрезденскую придворную жизнь, где люди были больше озабочены комфортом, чем продолжавшейся войной. Так что Ульрих был очень рад, когда отправился в поход в качестве полковника саксонской армии в марте 1632 года и вскоре продвинулся до чина генерала саксонской артиллерии.
В Дании Ульрих нанял кирасирскую роту и в её главе летом присоединился к саксонской армии Ганса Георга фон Арним-Бойценбурга в Силезии. Вероятно, он участвовал в захвате Гросс-Глогау и оставался в Нейсе в течение года. В иезуитском колледже он нашел небесный глобус Тихо Браге, который послал домой в Данию в качестве военного трофея. После тихой и мирной зимы 1632/1633, в январе возобновились боевые действия, и Ульрих получил возможность отличиться.
В то же время снова всплыли планы брака Ульриха и Кристины Шведской, но они были в итоге отвергнуты Акселем Оксеншерна. Ульрих между тем получил возможность поквитаться с Валленштейном за потерю владений на поле боя. В мае 1633 года Валленштейн был вновь назначен командующим имперской армией. Его попытки договориться с протестантскими правителями регулярно приводили к перемириям, во время одного из которых Ульрих встретил Валленштейна. Ульрих прервал переговоры и вступил в бой с войсками Валленштейна, нанеся имперским хорватским всадникам серьезное поражение. Однако следом начались новые мирные переговоры между сторонами, и Ульрих участвовал в них.
11 августа 1633 года, во время одной из встреч в рамках переговоров в Швейднице, Ульрих был смертельно ранен предательским выстрелом имперского всадника и умер в следующую ночь. Его тело было сначала доставлено в Лигнице, оттуда в Дрезден, где оно находилось до весны 1634 года. Останки принца в конце концов были перевезены в часовню Кристиана IV в соборе Роскилле в 1642 году.
В дополнение к смелости, Ульриха можно охарактеризовать как имевшего обширные знания в области языков, широкие литературные интересы, обладавшего некоторыми талантами в живописи, музыки и декламации стихов. В частности, в письмах к отцу он цитировал Мартина Опица, в то время считавшегося главным немецким поэтом. В 1631 году Ульрих опубликовал небольшое сатирическое сочинение «Strigelis vitiorum» с высмеиванием неумеренности в выпивке.